# Naotake Hanyu
Naotake Hanyu (羽生 直剛, Hanyu Naotake, 22 december 1979, 22 december 1979) is een Japans voormalig voetballer die als middenvelder speelde.

## Clubcarrière
Hanyu speelde tussen 2002 en 2007 voor JEF United Chiba. Hij tekende in 2008 bij FC Tokyo.

## Japans voetbalelftal
Hanyu debuteerde in 2006 in het Japans nationaal elftal en speelde 17 interlands.

## Statistieken
| Japans voetbalelftal | Japans voetbalelftal | Japans voetbalelftal |
| Jaar                 | Wed.                 | Dlp.                 |
| -------------------- | -------------------- | -------------------- |
| 2006                 | 5                    | 0                    |
| 2007                 | 7                    | 0                    |
| 2008                 | 5                    | 0                    |
| Totaal               | 17                   | 0                    |